# امی ترنر (بازیکن فوتبال)
امی ترنر (انگلیسی: Amy Turner؛ زادهٔ ۴ ژوئیهٔ ۱۹۹۱) بازیکن فوتبال اهل بریتانیا است.
از باشگاه‌هایی که در آن بازی کرده‌است می‌توان به باشگاه فوتبال زنان منچستر یونایتد اشاره کرد.
وی همچنین در تیم‌های ملی فوتبال England women's national under-23 football team و زنان انگلستان بازی کرده‌است.